# Ганшип

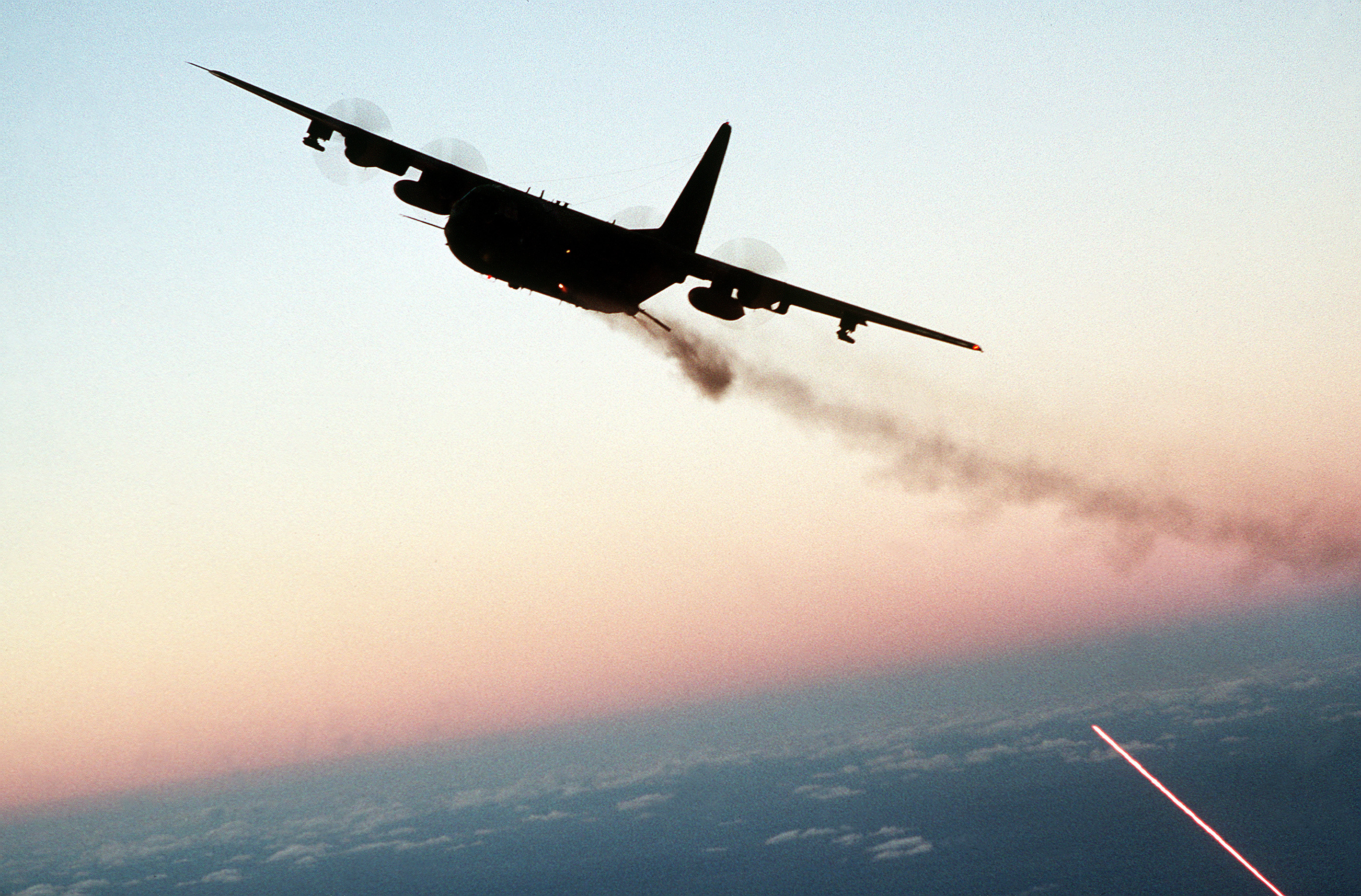
Озброєний літак Lockheed AC-130 стріляє зі своєї зброї під час нічної операції у 1988

Га́ншип (англ. gunship) ― це ударний військовий літальний апарат, який несе на борту важке озброєння, основним завданням якого є завдання ударів по наземних цілях.

## Термінологія
Термін gunship походить з середини ХІХ століття як синонім слова «канонерський човен» і також має відношення до важкоозброєних парових панцерників часів Громадянської війни у Америці.

## Авіація часів Другої світової війни

### Ескорт бомбардувальників
У 1942 та 1943 нестача ескортних винищувачів ВПС армії США на європейському ТВД призвели до створення експериментальних літаків з важким озброєнням на основі літаків Boeing B-17F Flying Fortress, а пізніше Consolidated B-24D Liberator де кожний з них мав від 14 до 16 кулеметів Browning AN/M2 .50 cal. Таким чином з'явилися літаки Boeing YB-40 Flying Fortress та Consolidated XB-41 Liberator, «важкі винищувачі»; кожен повинен був супроводжувати формації важких бомбардувальників над окупованою Європою під час стратегічних бомбардувань. Інколи YB-40 називали «gunship». Таким чином, було переобладнано 25 літаків B-17, з десяток було розгорнуто в Європі; а XB-41 так і залишився прототипом.

### Штурмовики
Під час Другої світової війни, виникла потреба у великій кількості штурмовиків, що призвело до розробки важкоозброєної броньованої версії North American B-25 Mitchell. 405 створених машин моделі B-25G було озброєно гарматою 75 мм M4, а тисяча B-25H більш легкою гарматою TE13E1 того ж калібру. Найбільшою серією став варіант B-25J без такого важкого озброєння, але здатний нести, вісімнадцять кулеметів «Ma Deuce» AN/M2 Browning .50-cal, більше ніж будь-який тодішній американський літак: вісім у носі, чотири під кокпітом у конформних гарматних підвісках спрямованих вперед, два у надфюзеляжних баштах спрямованих вперед, по одній парі з бортів і одна пара у хвості — при цьому чотирнадцять кулеметів спрямовані вперед — для штурмовки. Пізніше B-25J отримав додатково вісім 130 мм високошвидкісних ракет (HVAR).
Схожі спроби робили у Великій Британії та Німеччині зі створення озброєних літаків з двома двигунами, які мали на озброєнні важкі гармати. Було створено сімнадцять екземплярів de Havilland Mosquito FB Mk XVIII, які мали на борту гармату калібру 57 мм Ordnance QF 6-pounder з автоматом заряджання; також було створено деяку кількість німецьких важких винищувачів Zerstörer з гарматами великого калібру Bordkanone: на відміну від невеликої кількості «винищувачів танків» під назвою Kanonenvogel Ю-87G, які мали спарені автоматичні гармати BK 3,7 37 мм у підкрильних гондолах, а літаки, такі як Ю-88P використовували як «винищувачі танків» та винищувача бомберів як «ганшипи», використовуючи всі три калібри (37, 50 та 75 мм) гармат серії Bordkanone у всіх чотирьох підтипах, а також використовувався підвіски Umrüst-Bausatz /U4 для Me 410 Hornisse з гарматами BK 5 50 мм такі самі, як і на Ю-88P-4, виключно для перехоплення бомбардувальників. Жоден з німецьких двомоторних «ганшипів» не було «зроблено» або перероблено у великій кількості.

## Післявоєнна авіація

### Літаки
У сучасній авіації серед літальних апаратів з фіксованим крилом, до поняття ганшип відносяться літаки з важким озброєнням, яке встановлено на бортах (тобто може стріляти в боки) для атаки наземних або надводних цілей. Ці ганшипи створені для ведення вогню під час польоту навколо цілі замість прямого штурмування. Такі літаки можуть вести вогонь, перебуваючи на вершині уявного конуса, виконуючи при цьому розворот над ціллю.
Перше згадка про не стандартне використання «ганшипів», у 1964, під час війни у В'єтнамі, популярний транспортний літак Douglas C-47 Skytrain був успішно перероблений ВПС США з мініганами по бортам для стрільби в боки. Тоді літак мав назву «dragonship» або «Puff, the Magic Dragon» (офіційна назва FC-47, пізніше змінена на AC-47). Пізніше під терміном «ганшип» стали мати на увазі більший Lockheed AC-130 Gunship II . На цьому важоозброєнному літаку було встановлено багато збройних систем, в тому числі 7,62 мм мінігани GAU-2/A, 20 мм (0.787 in) шестиствольні роторні гармати  M61 Vulcan, 25 мм (0.984 in) п'ятиствольні роторні гармати GAU-12/U Equalizer, 30 мм ланцюгові гармати Mk44 Bushmaster II, 40 мм автоматична гармата (1.58 in) L/60 Bofors та 105 мм (4.13 in) гаубиця M102. Douglas AC-47 Spooky, Fairchild AC-119 and the AC-130 Spectre/Spooky, були уразливими і могли працювати лише після встановлення панування у повітрі. Невеликі ганшипи, такі як Fairchild AU-23 Peacemaker та Helio AU-24 Stallion були також розроблені США під час війни у В'єтнамі. Ці літаки були дешевими і простими в польоті та обслуговуванні, і передавалися дружнім урядам Південно-Східної Азії для боротьби з повстанцями, перебуваючи на озброєння Національних ВПС Кхмерів, Тайських королівських ВПС та ВПС В'єтнаму, а також використовувалися ВПС США в малій кількості.
Відновлення зацікавленості у концепції ганшипів проявилися у створені варіанту Alenia C-27J Spartan. Хоча ВПС США вирішили не закуповувати AC-27J, інші країни, серед них і Італія, обрали літак для ознайомлення. До того ж у 2013 Командування спеціальних операцій ВПС США повідомило про випробування ганшипа версії C-145A Skytruck озброєного спареною кулеметною системою GAU-18 .50-калібру.

### Вертольоти
Перші вертольоти-ганшипи також мали озброєння, з якого можна було вести вогонь у боки, наприклад, вертоліт Aérospatiale Alouette III, який використовували у колоніальній війні Португалії, а також у війні за незалежність Намібії та у громадянській війні в Родезії.
Під час війни у В'єтнамі, всюдисущі вертольоти Bell UH-1 Iroquois були перероблені на ганшипи шляхом встановлення американських підсистем озброєння вертольотів — це була зброя, що стріляла вперед: така як кулемети, НАРи та автоматичні гармати, які почали з'являтися у 1962—1963. Вертольоти могли виконувати маневрування наближаючись до цілі. У цьому випадку, термін gunship є синонімом важкоозброєний вертоліт. Спеціально розроблені ударні вертольоти, наприклад Bell AH-1 Cobra також підходять під цей термін. У будь-якому випадку, озброєння ганшипів складається з кулеметів, НАРів, автоматичних гармат, ракет тощо.
Радянський Мі-24 (кодова назва НАТО: Hind) це великий, важкоозброєний та броньований вертоліт-ганшип, а також десантний транспорт. Він з'явився у 1970-ті і використовувався до 1991 радянськими ВПС, а його наступники після-1991, крім того його використовували більш ніж у 30 країнах. Озброєння складалося з кулеметів, керованих і не керованих ракет, гармат тощо. Його фюзеляж мав важке бронювання і був розрахований на захист від пострілів зі зброї калібру .50 caliber (12,7 мм). Його броньований кокпіт і титанова голівка гвинта витримували влучання з 20 мм гармат.

## Галерея

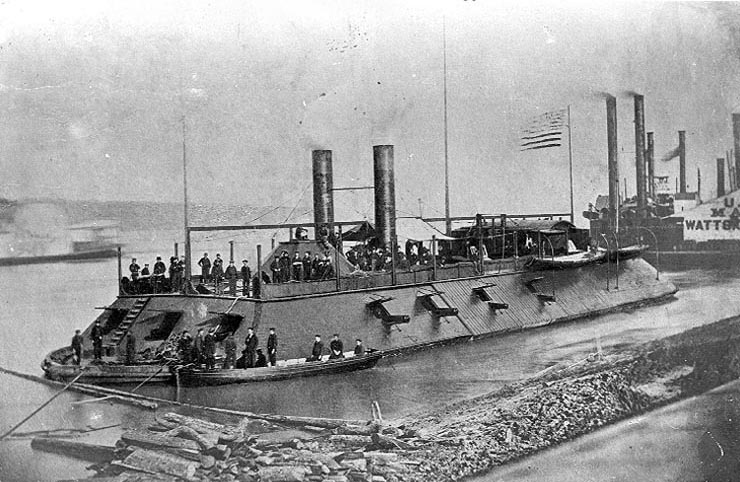
Панцерник Каїр, перший військово-морський ганшип США
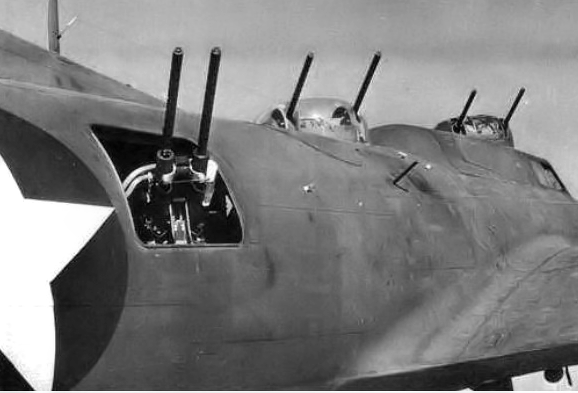
Кулеметне озброєння YB-40, за яке він отримав назву «ганшип» у 1942—1943
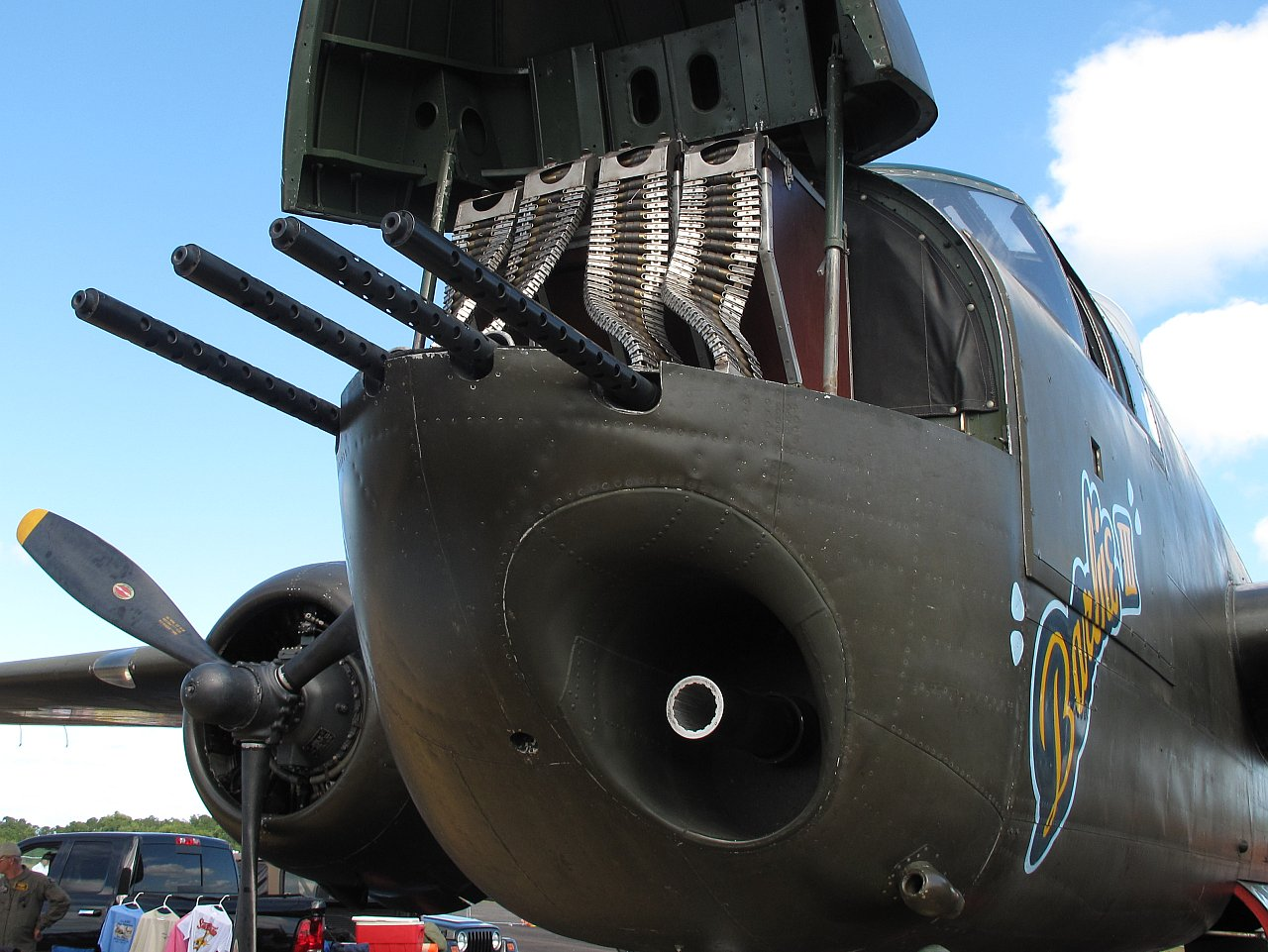
B-25H Gunship Barbie III з 75 мм гарматою M5  4 кулеметами .50 Browning
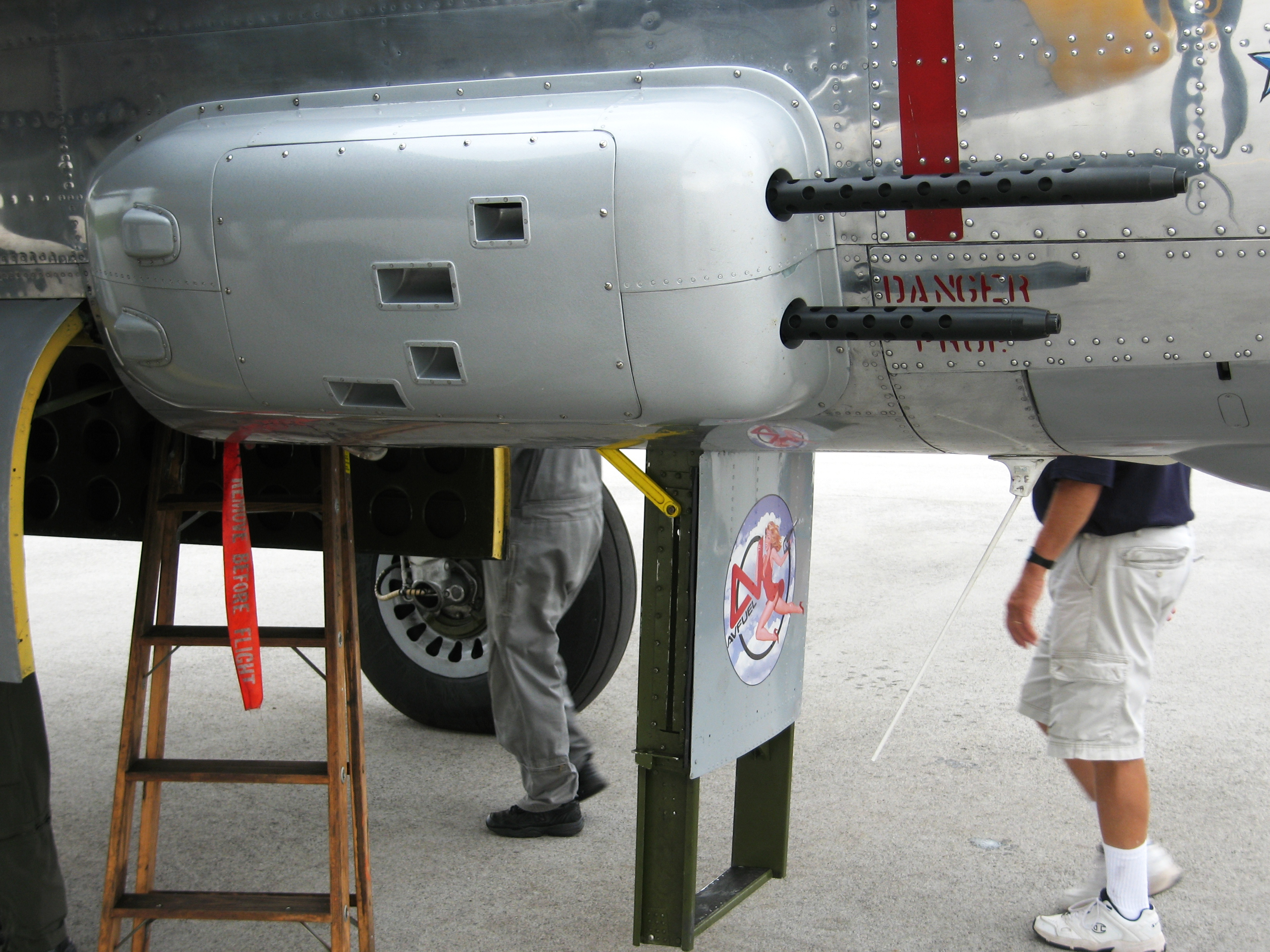
Гарматна гондола B-25
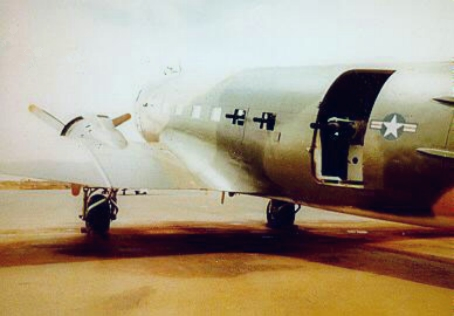
Ганшип AC-47 — один мініган у вантажній двері і по одному у ілюмінаторах.
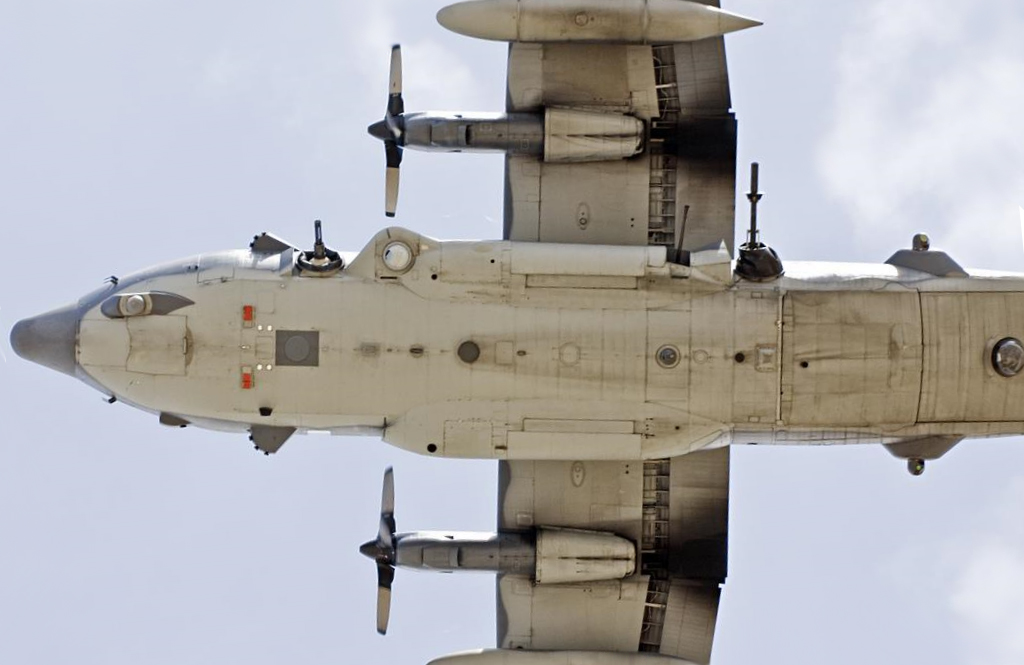
AC-130U — вид знизу; видно гармати 25 мм, 40 мм та гаубицю 105 мм; а також сенсори.
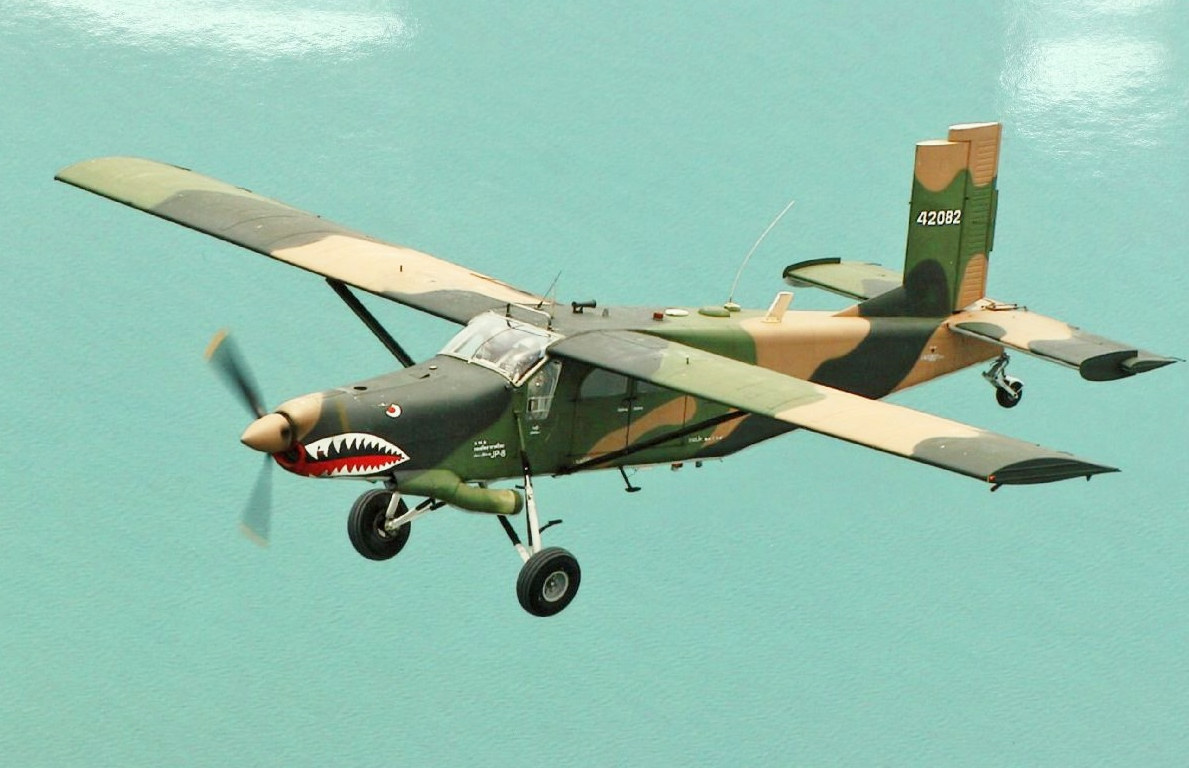
Fairchild AU-23 Peacemaker у польоті
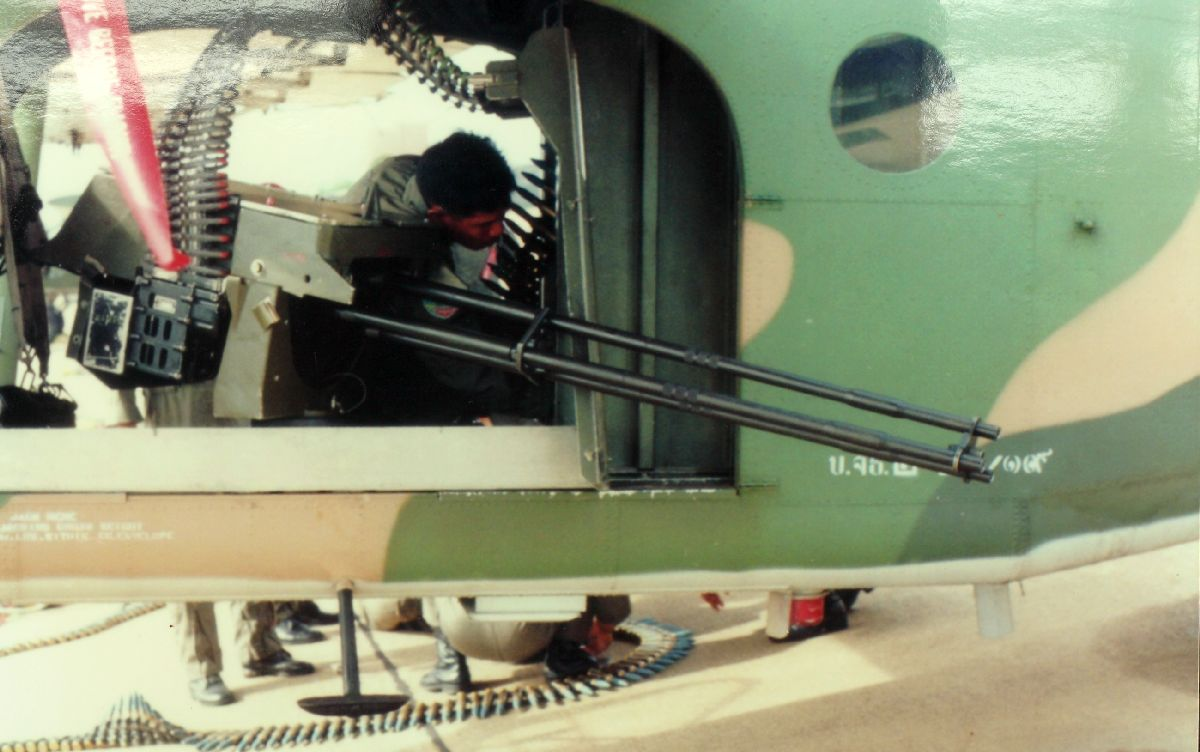
XM197 20 мм роторна гармата на AU-23 Peacemaker
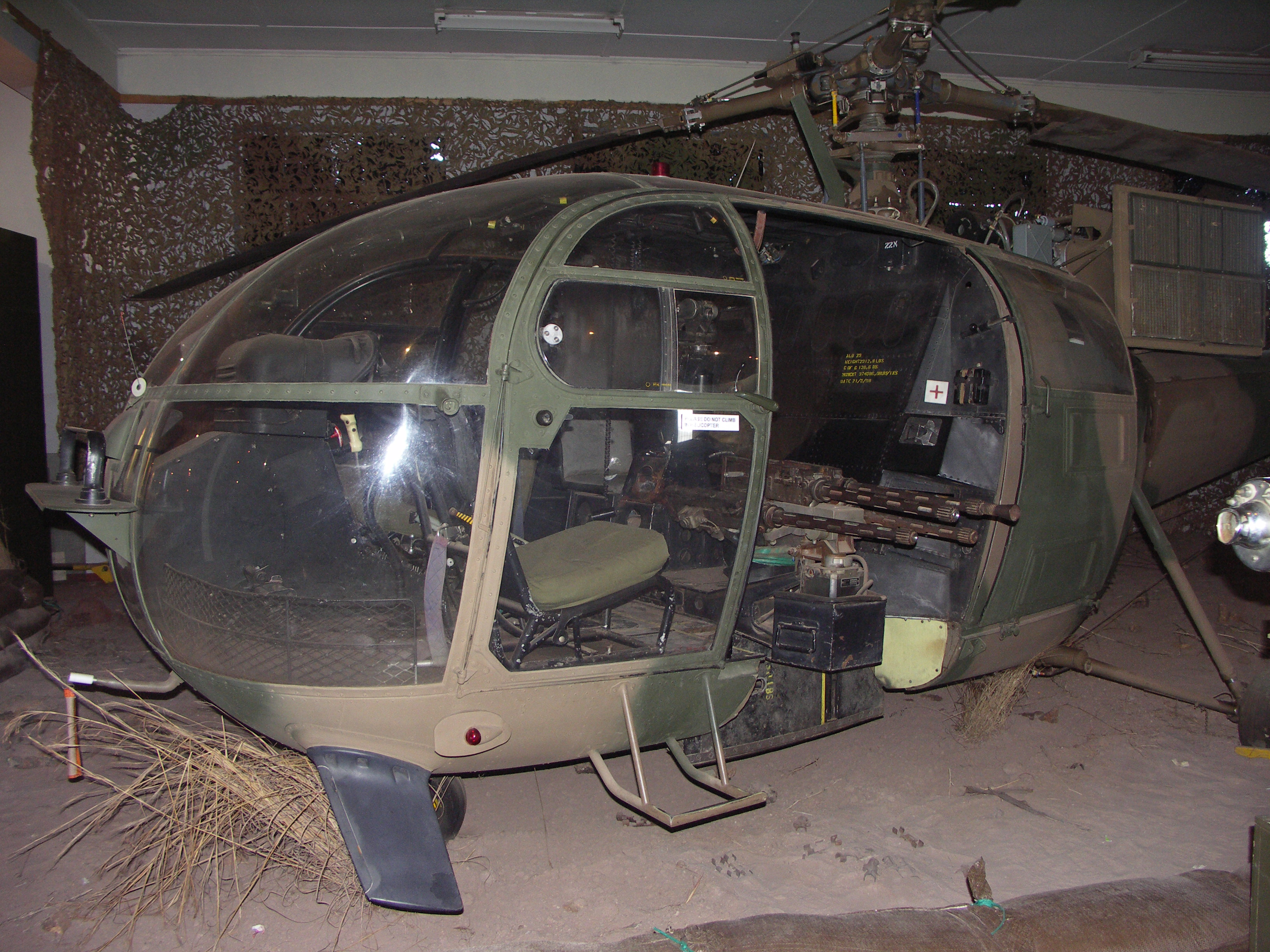
Вертоліт Aérospatiale Alouette III кулеметами направленими вперед
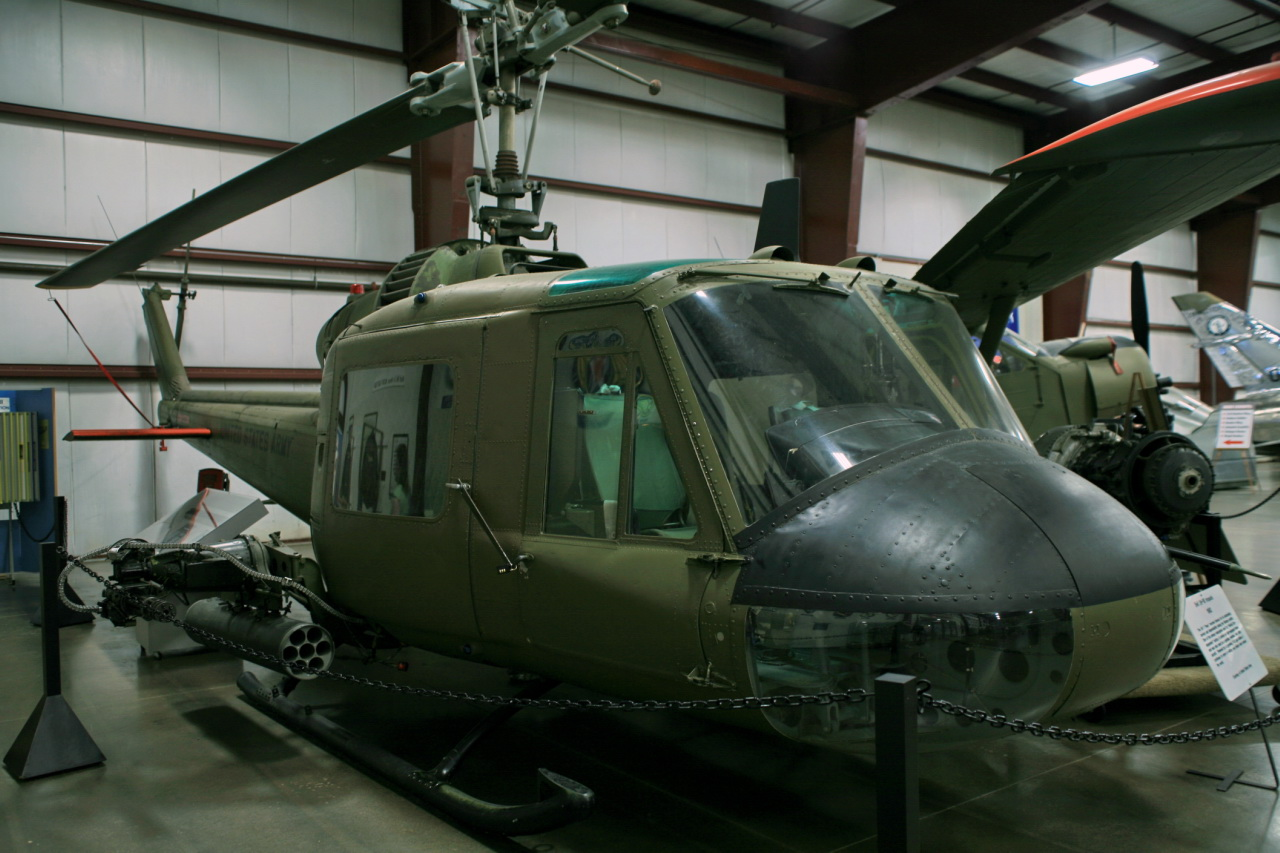
UH-1B вертоліт-ганшип
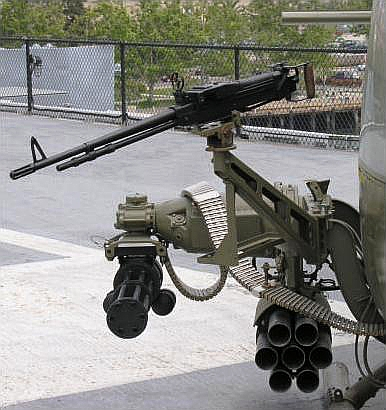
Типове озброєння вертоліта-ганшипа UH-1
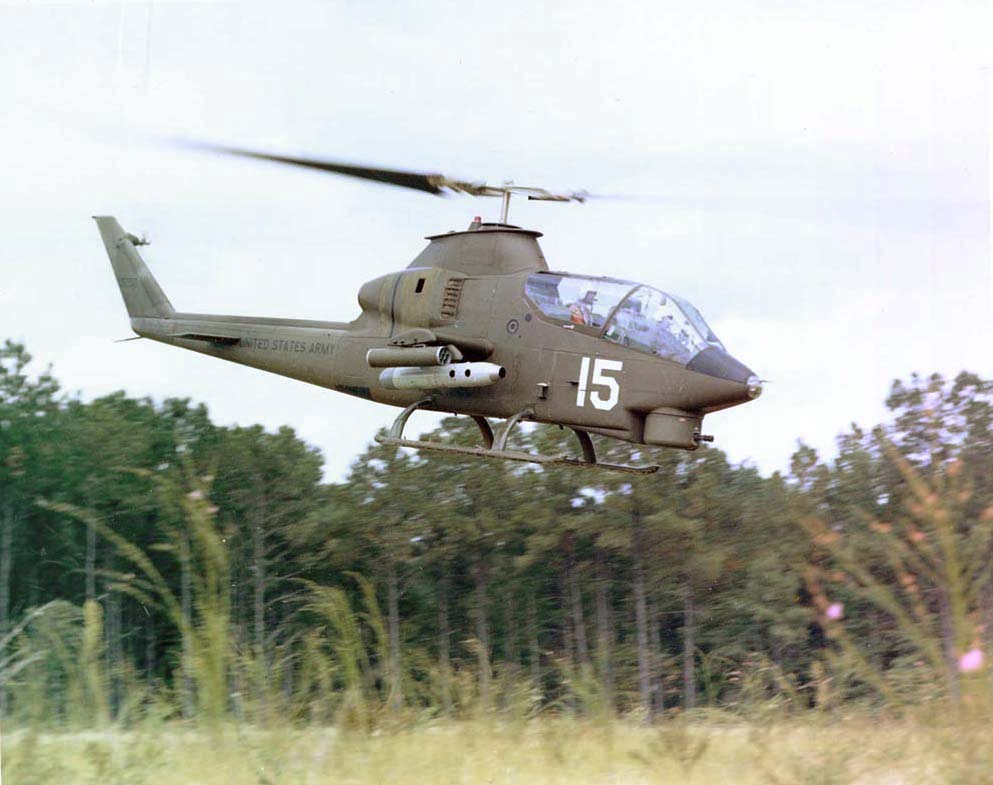
Вертоліт-ганшип Bell AH-1 Cobra
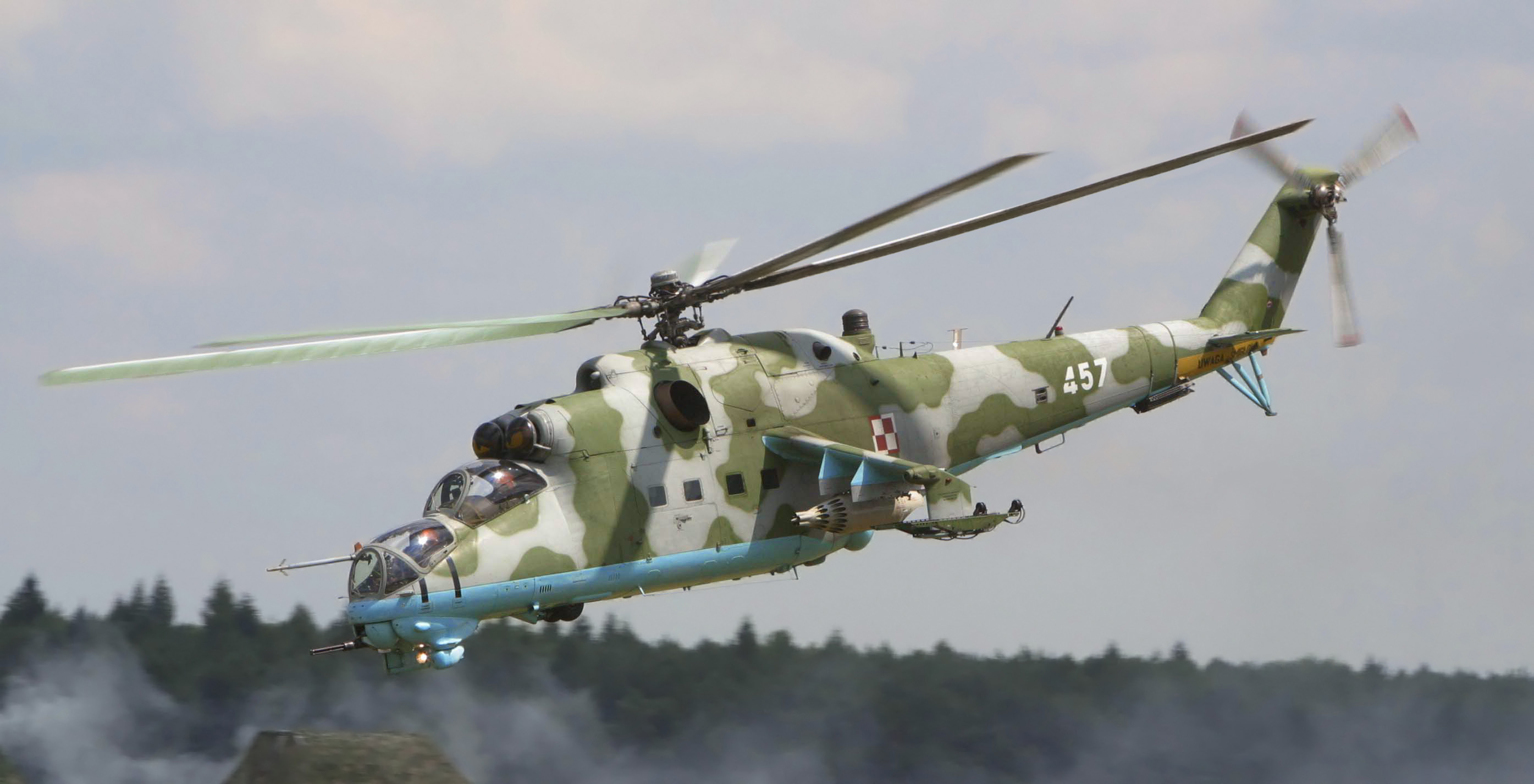
Мі-24

## Приклади ганшипів
- Aérospatiale Alouette III варіанти
- Boeing AH-6
- Boeing ACH-47 Chinook
- Bell OH-58 Kiowa варіанти
- Bell UH-1 Iroquois варіанти
- Douglas AC-47 Spooky
- Fairchild AC-119 Stinger
- Lockheed AC-130
- Fairchild AU-23 Peacemaker
- Helio AU-24 Stallion
- Мі-24
- SikorskyMH-60L Direct Action Penetrator (DAP)